# Клод Жиру
Клод Жиру (фр. Claude Giroux — Херст, 12. јануар 1988) професионални је канадски хокејаш на леду који игра на позицијама централног нападача.
Члан је сениорске репрезентације Канаде за коју је на међународној сцени дебитовао на светском првенству 2013. године. Четири године касније, на СП 2017. са репрезентацијом је освојио и титулу светског првака.
Учествовао је на улазном драфту НХЛ лиге 2006. где га је као 22. пика у првој рунди одабрала екипа Филаделфија флајерса. У дресу Флајерса Жиру игра од почетка професионалне каријере, а од сезоне 2012/13. је и капитен свог тима.